# Hyde Park (CDP, New York)
Pour les articles homonymes, voir Hyde Park (homonymie).
Hyde Park est une census-designated place du comté de Dutchess, dans l'État de New York, aux États-Unis,. En 2020, elle compte une population de 1 925 habitants.